# Астраханська армія
Астраханська армія (рос. Астраханская армия) — оперативно-стратегічне антибільшовицьке об'єднання військ білого руху пронімецької орієнтації на території Всевеликого Війська Донського влітку—восени 1918 року. Формувалася за підтримки Всевеликого Війська Донського та Української Держави. Восени 1918 року розформована, перетворена в Астраханський корпус Особливої Південної армії, яка в лютому-березні 1919 року увійшла до Збройних Сил Півдня Росії. Очолював армію полковник Данзан Тундутов.

## Формування
Формування Астраханської армії відбувалося влітку 1918 року. Тоді ж відбувалося формування інших білогвардійських антибільшовицьких сил — Південної та Російської народної армій.
Астраханська армія створювалася в станиці Великокняжеській (нині — Пролетарськ Ростовської области Росії) на території та за підтримки Всевеликого Війська Донського. Також велику підтримку, зокрема фінансову, надавали Гетьман України Павло Скоропадський та німецьке військове командування. Вербувальні бюро існували в різних містах: Києві (готель «Прага»), Полтаві, Харкові, Новочеркаську, Ростов-на-Дону, Таганрозі, інших містах та в Криму.
Очолив Астраханську армію полковник Данзан Тундутов — проводир астраханських калмиків, князь, колишній ад'ютант великого князя Миколи Миколайовича Молодшого.

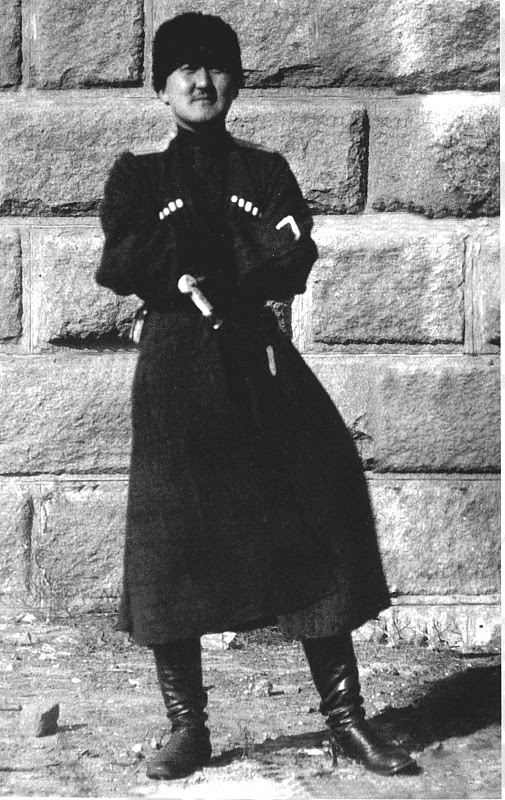
Данзан Тундутов, очільник Астраханської армії

Попри деякі успіхи, відомі російські військові діячі, як-от генерали Федір Келлер, Микола Іванов, відмовилися очолити проєкт. Генерал Келлер писав у листі генералові Алексєєву:
|  | За відомостями, що дійшли до мене, кандидатами на формування й командування цією армією чи загоном німці називали генералів Заліського, Павлова і мене. Генерал Заліський відомий усім як занадто затятий прихильник німців і тому був їм небажаний, я, хоч відомий як певний монархіст, але з людей непокладних, котрий на німецьких допомогах не піде, та до того ж відкритий противник німецької орієнтації, довелось німцям зупинитись на Павлові, як на певному монархісті, та людині, що не звикла до праці і такої, яку легко обійти. Його до вас і прислали. |

Під час візиту до Німеччини у вересні 1918 року гетьман Павло Скоропадський отримав згоду німецького командування в особах Пауля фон Гінденбурга та Еріха Людендорфа на розміщення на території Української Держави Південної та Астраханської армій.

## Чисельність та участь у боях
На серпень 1918 року Астраханська армія нараховувала 1 батальйон чисельністю 400 багнетів. У вересні-жовтні чисельність збільшилася до 1500—2000 багнетів. Станом на початок 1919 року чисельність підрозділу становила 3000 багнетів та 1000 одиниць кінноти.
Астраханська армія у вересні-жовтні 1918 року воювала разом з Донською армією у Сальських степах та під час другого її наступу на Царицин (нині — Волгоград, Росія). На царицинському напрямку Астраханська армія зазнала значних втрат.

## Перетворення в Астраханський корпус
30 вересня (13 жовтня) 1918 року за наказом отамана Всевеликого Війська Донського Петра Краснова три антибільшовицькі армії — Південна, Астраханська та Російська народна — були об'єднані в одну Особливу Південну армію. Астраханська армія була перетворена на Астраханський корпус Особливої Південної армії.
Астраханський корпус на кінець лютого 1919 року складався з чотирьох підрозділів:
- 1-ша Астраханська козацька дивізія (123 офіцери, 1760 козаків, 19 кулеметів, 2 гармати; командир — генерал Сергій Зиков[ru]);
- 1-ша стрілецька бригада (2 полки і 1 батарея — 101 офіцер, 211 стрільців, 15 кулеметів, 5 гармат; командир — генерал-майор Євгеній Достовалов[ru]);
- 2-га стрілецька бригада (2 полки — 60 офіцерів, 75 стрільців, 2 кулемети; командир — генерал-лейтенант Давид Гунцадзе[ru]);
- 1-ша пластунська бригада (2 полки і 1 батарея — 11 офіцерів, 60 бійців; командир — В. А. Патрикеєв).

Командири Астраханського корпусу:
- Олександр Павлов[ru] (5 серпня — 27 жовтня 1918);
- Василь Чумаков[ru] (27 жовтня — 13 грудня 1918);
- Олександр Павлов[ru] (13 грудня 1918 — 3 квітня 1919).

## Входження до складу ЗСПР
12 (25) квітня 1919 року Астраханський корпус Особливої Південної армії був розформований і включений до складу Збройних Сил Півдня Росії як Астраханська окрема кінна бригада, а деякі підрозділи увійшли до складу 6-ї піхотної дивізії ЗСПР. На базі Астраханської окремої кінної бригади 27 червня 1919 року було створено Астраханську козацьку дивізію.